# 도야마성

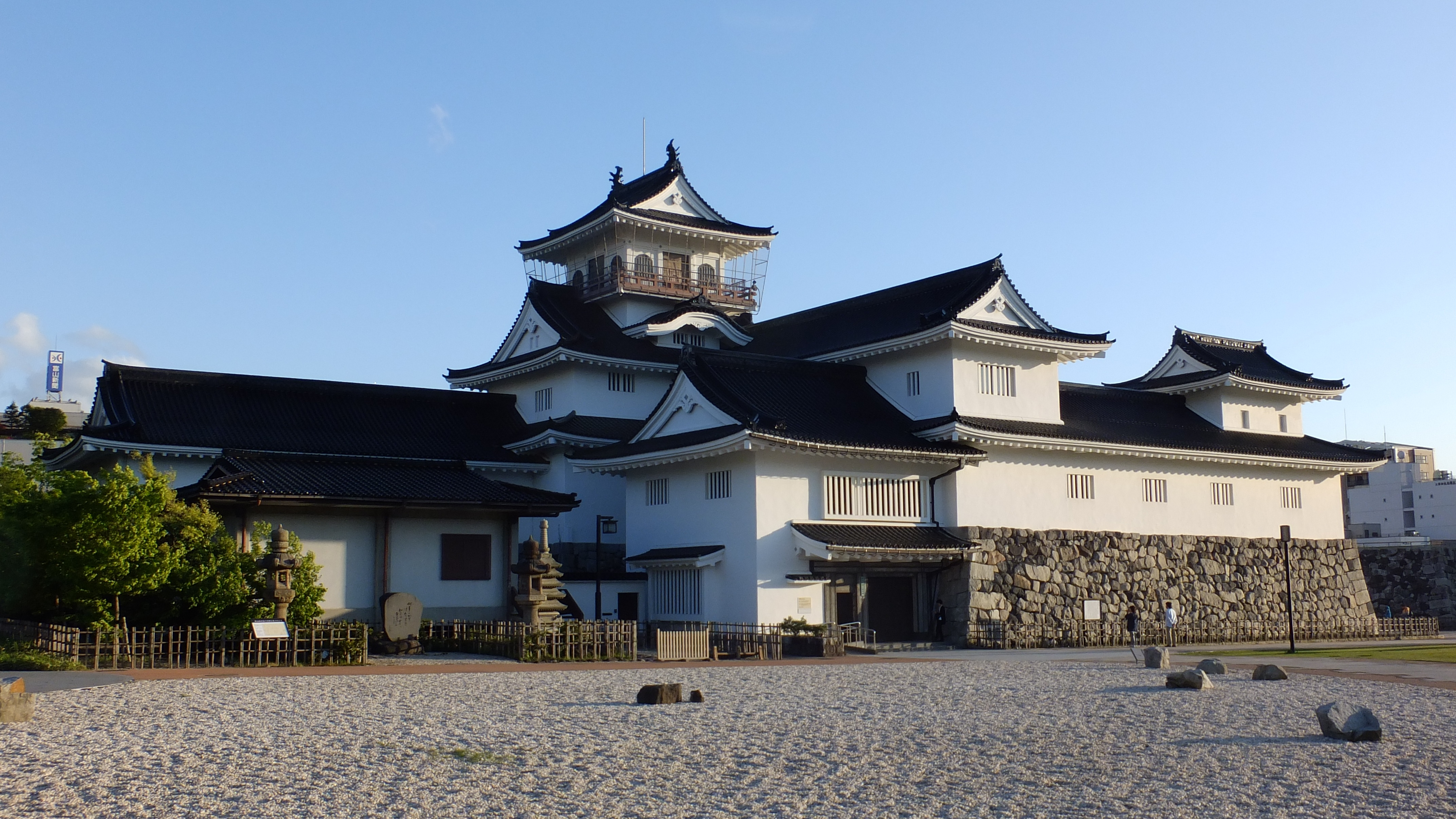
모의천수

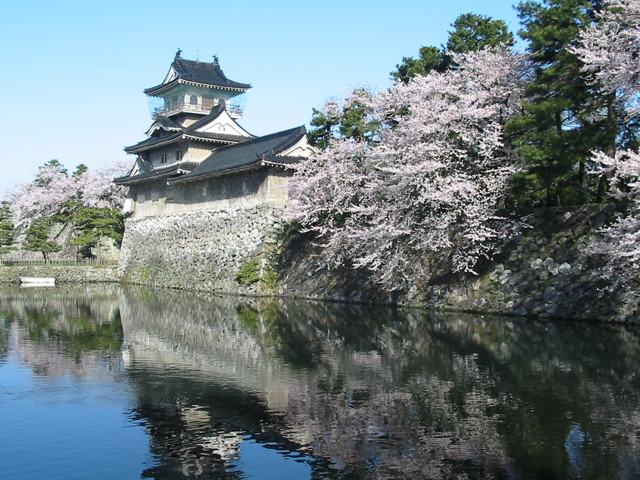
모의천수와 벚꽃

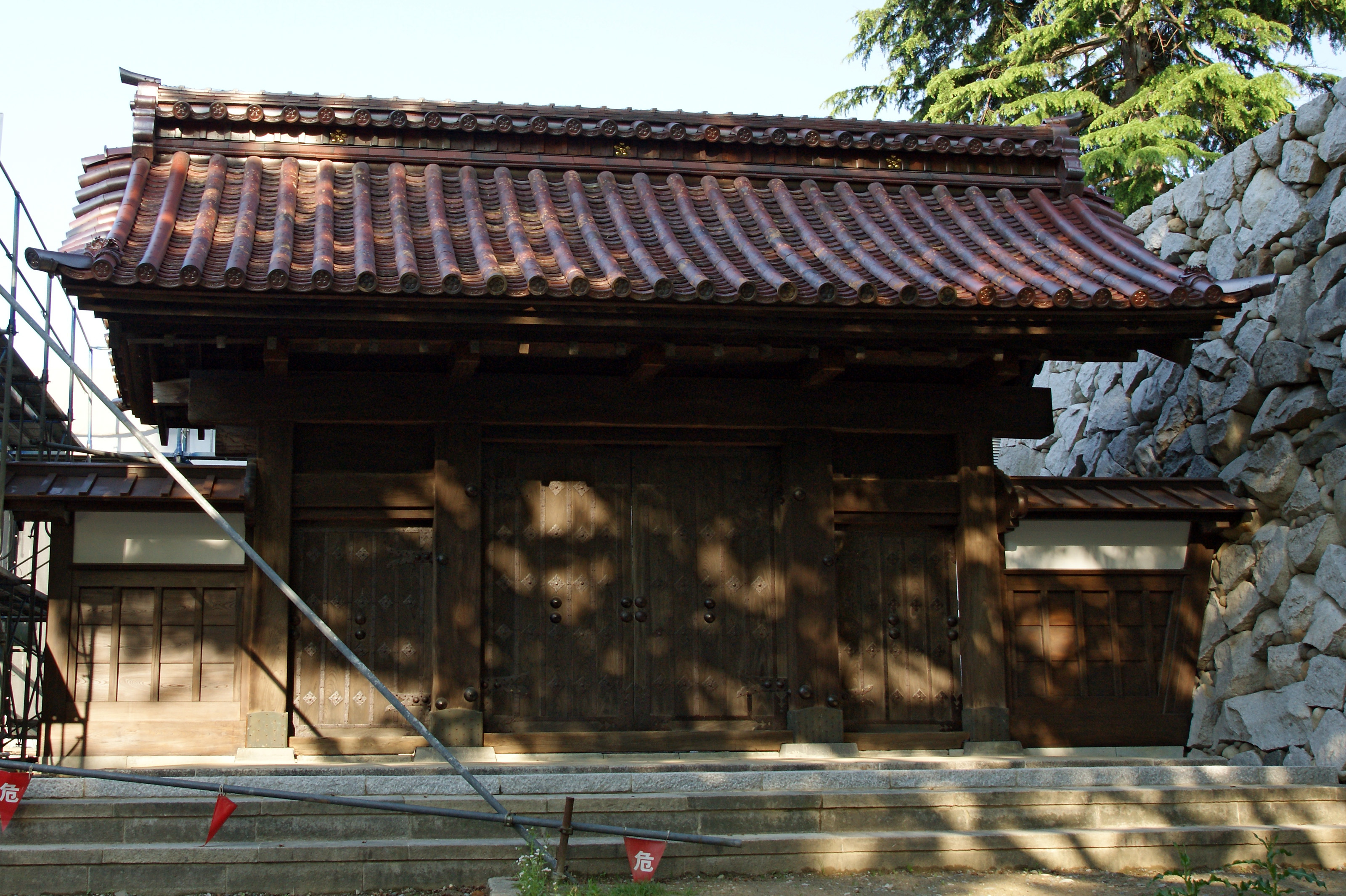
지토세문

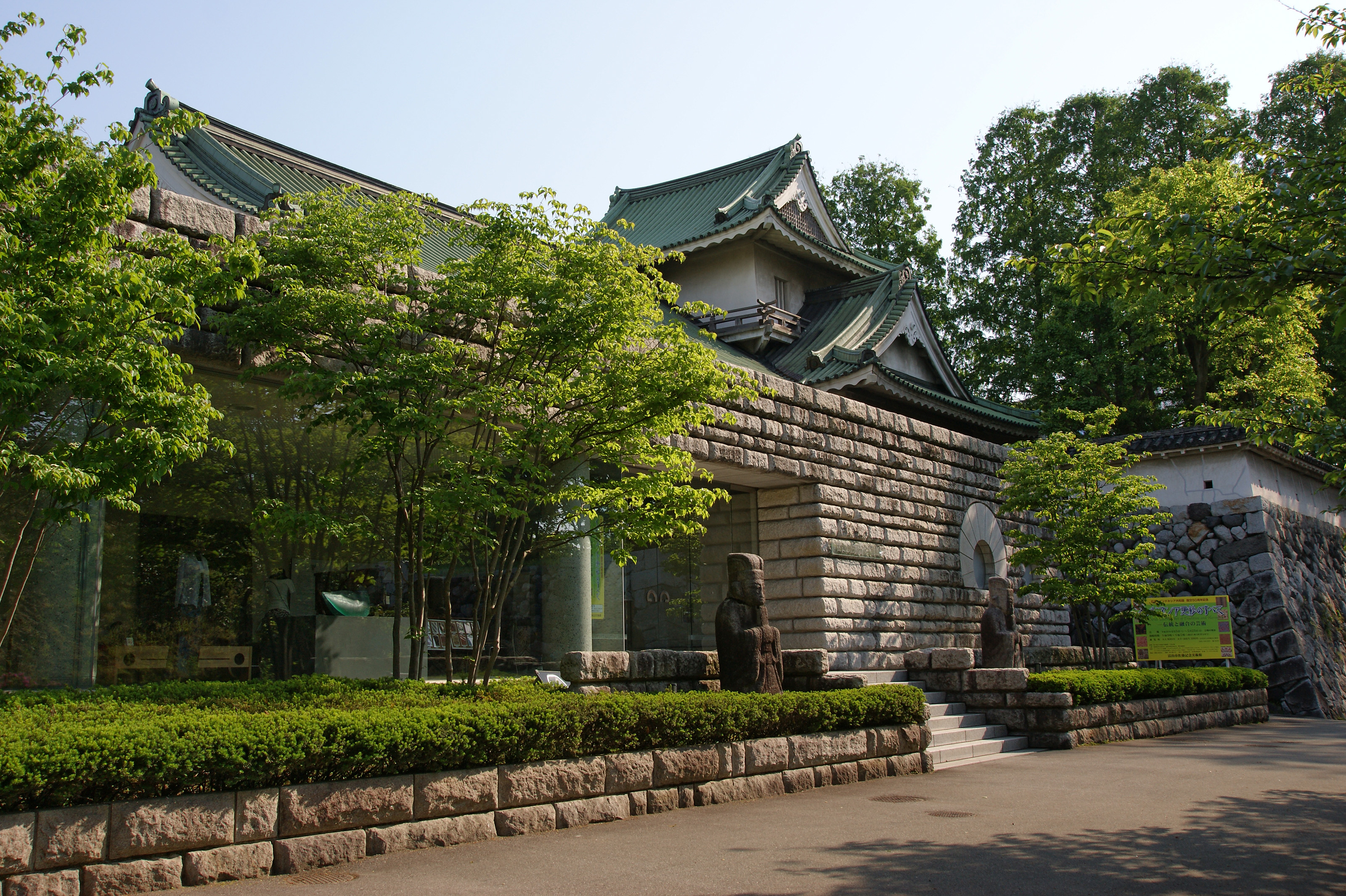
망루를 본딴 사토 기념미술관

도야마성(일본어: 富山城, とやまじょう 도야마조[*])은 도야마현 도야마시 마루노우치에 있는 제곽식 평성이다. 일본인 음악가 다키 렌타로의 《황성의 달》(荒城の月)의 제재가 된 성중 하나라고 한다. 안주성(安住城) 또는 우키조(浮城)라고도 불린다. 현재 성터는 도야마 성터 공원(富山城址公園)으로 정비되어 있다.

## 역사
센고쿠 시대
1543년 니카와군로의 진출을 꾀하는 엣추 슈고다이 진보 나카모토가 그의 가신 미즈코시 가쓰시게에 명하여 축성했다고는 하지만, 근년 발굴조사에 따르면 무로마치 시대 전기의 유구가 발견되어 실제로는 더 이전으로 보고 있다. 도야마 지역은 엣추 국의 거의 중앙에 위치해 있으며, 히다국과 호쿠리쿠도를 연결하는 교통의 요충지이다. 엣추 마쓰쿠라성의 시나 가문, 에치고국의 우에스기 가문, 가가국의 일향종 등의 세력 쟁탈의 장이 되어 전쟁이 끊이지 않았다. 1600년 이전에 작성된 《도야마노키》(富山之記)에서는 진보 가문 시기 도야마성과 성하 마을의 발전 모습을 상세히 기술하고 있다.
아즈치모모야마 시대
1582년 오다 노부나가의 가신 삿사 나리마사가 도야마 성주로 부임하여 대규모의 개축을 단행하였다. 또, 진즈강 줄기를 성으로 끌어들여 수성에 유리하도록 하였다. 이런 연유로 성이 물이에 떠있는 것 같하여《우키조》(浮城)이라는 이명이 생겼다. 당시 진즈강은 도야마 부근에서 동쪽으로 크게 사행을 하였고, 그 남쪽 강변에 도야마성이 있었다. 진즈강을 정비한 후 옛 수로를 마쓰카와강이라고 부르고 있다. 현재 마쓰카와강은 도야마성의 북쪽에 있다. 혼노지의 변후 도요토미 히데요시와 도야마 성주 삿사 나리마사는 대립하였고, 1585년 음력 8월 마침내 히데요시는 10만 대군을 이끌고 도야마성을 포위 공격해 나리마사를 굴복시켰다. 이때 도야마성은 파괴되었다고 한다. 이후, 도요토미 히데요시는 엣추국을 마에다 가문에 주었다. 그러자, 마에다 가문의 마에다 도시나가는 성을 대폭 수리해 그의 은거처로 삼았다. 하지만, 1609년 건물의 주요부가 전부 소실되었기 때문에 다카오카성을 축성하여 거처를 다카오카성으로 거처를 정했다.
에도 시대
1639년 가가번 2대 번주 마에다 도시쓰네는 차남 도시쓰구에 10만 석을 주어 분가 시켰다. 이리하여 도야마번이 성립되었다. 도시쓰구는 1661년부터 폐성되었던 도야마성을 수복하여 이후 도야마 마에다 가문 13대의 거성이 되었다. 수복후의 도야마성에는 천수각이 없었지만, 혼마루에 3채의 2층 망루를 건립하였고, 주요 성문은 와타리 망루 형식으로 지어졌다. 에도 시대의 고지도에 천수각이 기재되어 있지 않아, 천수각은 건립되지 않았을 것이라고 추측되지만, 10만석급의 다이묘에 걸맞은 대규모의 성이었다.
메이지 시대 이후
1870년(메이지 3년) 폐성되어 성은 해체되었고, 성 주위의 해자도 대부분 매워졌다. 1954년(쇼와 29년) 태평양 전쟁후 처음으로 모의천수가 건립되었다. 모의천수는 시바타성과 같은 3개 샤치로 꾸며져 있고, 3층4계 건물로 지어졌다. 모의천수의 내부는 도야마 시 향토박물관으로 사용되고 있다. 덧붙여 이 모의천수는 2004년(헤세 16년) 국가 등록유형문화재로 등록되었다. 2007년(헤세 19년) 10대 번주 마에다 도시야스의 은거처로 사용되었던 지토세 어전의 문이 민가로부터 성터 공원 안에 재이축되었다.

## 남아있는 구조물
지토세문이 2007년 민가로부터 성터 공원 안으로 재이축되었다. 지토세문은 1849년에 지어져 지토세 어전의 정문으로 써였다. 도야마성에 남아 있는 유일한 건조물이다.

## 관광
교통
- JR 서일본 도야마역에서 도보로 10분 소요.
- 도야마 지철 버스 《성터 공원 앞》에서 하차, 도보로 2분, 《소쿠루와》에서 하차 도보로 4분 소요
- 도야마 뮤지엄 버스 《향토박물관, 사토 기념미술관 앞》에서 하차, 도보로 2분 소요.

주위 문화시설 및 관광명소
- 도야마시 향토박물관 - 도야마성의 천수각
- 도야마시 사토 기념미술관

## 같이 보기
- 도야마 정벌
- 황성의 달의 제재가 된 성
  - 도야마성
  - 센다이성
  - 오카성
  - 와카마쓰성